# Wachi Takaji
Takaji Wachi (和知鷹二 (Hòa Tri Ưng Nhị)/ わち たかじ 1 tháng 2 năm 1893 - 30 tháng 10 năm 1978) là trung tướng của Quân đội Đế quốc Nhật Bản.

## Tiểu sử
Wachi sinh ra ở Hiroshima và tốt nghiệp khóa 21 của Trường Sĩ quan Lục quân vào năm 1914, và khóa 34 của Đại học Lục quân năm 1922. Ông chuyên viên nghiên cứu Trung Quốc và thông thạo ngôn ngữ Trung Quốc. Từ năm 1925 đến năm 1927, Wachi được bổ nhiệm làm tùy viên quân sự ở miền nam Trung Quốc.
Từ năm 1928 đến năm 1929, ông là sĩ quan thường trú tại Tế Nam; từ năm 1931 đến năm 1932, là một sĩ quan tham mưu cho Đạo quân Quan Đông; từ năm 1932 đến năm 1934, là một sĩ quan thường trú tại Quảng Châu và từ năm 1935 đến năm 1936, ông đứng đầu cơ quan đặc biệt Thái Nguyên. Wachi khuyến khích các lãnh chúa ở miền nam Trung Quốc, đặc biệt là tỉnh Quảng Tây; chống lại chính quyền Trung Quốc Quốc Dân Đảng của Tưởng Giới Thạch có trụ sở tại Nam Kinh. Mục tiêu chính của ông là Lý Tông Nhân và Bạch Sùng Hy, những nỗ lực của ông để tạo ra một nhà nước thân Đế quốc Nhật Bản ở miền nam Trung Quốc đã không thành công.
Năm 1937, ông được thăng đại tá, và đã chuyển tới nhập biên chế Đạo quân Quan Đông trong trận Thượng Hải. Một số sử gia cho rằng ông là chủ mưu chính trong Sự kiện Lư Câu Kiều diễn ra ngày 1 tháng 7 năm 1937. Ông vẫn ở Trung Quốc khi chiến tranh Trung-Nhật bùng nổ vào năm 1937, ông là thành viên của Tập đoàn quân Đồn trú Trung Quốc của Nhật Bản. Wachi tham gia vào những nỗ lực đàm phán với Trung Quốc để chấm dứt chiến tranh và cố gắng tiếp xúc với Tham mưu trưởng Quân đội Quốc Dân Đảng He Ying Qin, thông qua một thương nhân Trung Quốc vào năm 1938, nhưng những nỗ lực này đã thất bại.
Năm 1938, Wachi được chuyển tới Đài Loan và sau đó trở về Nhật Bản, vào làm việc tại Bộ Tổng Tham mưu Đế quốc Nhật Bản từ năm 1938 đến năm 1939. Từ năm 1939 đến năm 1940, ông trở lại Trung Quốc và làm nhân viên tham mưu cho Đạo quân Viễn chinh Trung tâm Trung Quốc. Năm 1940, được thăng thiếu tướng và vào năm 1941, ông trở về Đài Loan làm tham mưu trưởng của Tập đoàn quân Đài Loan của Đế quốc Nhật Bản, đồng thời kiêm luôn trưởng Bộ phận nghiên cứu, được giao nghiên cứu các vấn đề liên quan đến chiến tranh ở Đông Nam Á.
Vào tháng 2 năm 1942, Wachi được chuyển tới để trở thành Tham mưu trưởng của Tập đoàn quân 14 ở Philippines, tham gia những đợt tấn công cuối cùng trên đảo pháo đài Corregidor của Mỹ. Vào năm 1943, ông được thăng trung tướng. Vào tháng 3 năm 1944, ông trở thành Tham mưu trưởng Đạo quân Viễn chinh Phương Nam, và sau đó tham mưu trưởng của Tập đoàn quân 35 chiến đấu trên Leyte đến tháng Mười Một.
Vào năm 1945, Wachi được lệnh quay trở lại Nhật Bản sau khi để mất Philippines vào tay các lực lượng Đồng Minh, và được giao nhiệm vụ chỉ huy Kempeitai ở Hiroshima - một sự cách chức đáng kể. Trong năm 1945, ông nghỉ hưu từ bỏ nghĩa vụ và không hoạt động quân sự.
Sau khi Nhật Bản đầu hàng, Wachi được bị bắt giữ bởi chính quyền chiếm đóng của Mỹ và bị buộc tội tội ác chiến tranh, vì những liên quan đến các hành động của nhân viên quân sự Đế quốc Nhật Bản tại Philippines. Ông đã bị kết án bởi một tòa án quân sự ở Yokohama và bị kết án sáu năm lao động khổ sai ở tại nhà tù Sugamo. Năm 1950, ông được trả tự do.

### Sách
- Dupuy, Trevor N. (1992). Encyclopedia of Military Biography. I B Tauris & Co Ltd. ISBN 1-85043-569-3.
- Dorn, Frank (1974). The Sino-Japanese War, 1937–41: From Marco Polo Bridge to Pearl Harbor. MacMillan. ISBN 0-02-532200-1.
- Hartendorp, A. V. H. (1967). The Japanese Occupation of the Philippines. 2 vols. Bookmark.
- Morgan, Louis (1953). The United States Army in World War II: The War in the Pacific—The Fall of the Philippines. Washington, DC: U.S. Government Printing Office.
- Tucker, Spencer (2001). Who's Who in Twentieth Century Warfare. Routledge. ISBN 0-415-23497-2.